# Silent Hill: Homecoming
Silent Hill: Homecoming är det sjätte spelet i survival horror-serien Silent Hill utvecklat av Foundation 9 Entertainment och Double Helix Games. Spelet tillkännagavs den 11 juli 2007 av Konami på E3, och hade då som arbetstitel Silent Hill V.

## Handling
I Homecoming berättas historien om protagonisten Alex Shepherd, en soldat som återvänder från kriget till sin hemstad Shepherd's Glen. Väl där möts han av en halvt övergiven stad, samt att hans yngre bror har försvunnit. Allt medan han fortsätter sitt sökande efter sin yngre bror lär han sig mer om kulten i Silent Hill, likväl som stadens historia och sitt eget förflutna.

## Kritik
Spelet fick blandad men generellt sett god respons från kritikerna. Man var positiv till grafiken, ljudet och miljöerna, medan man ställde sig något mer negativ till spelets handling och upplägg. Många kritiker anklagade även Double Helix games för att ha amerikaniserat spelets skräckelement för att passa en mer västinfluerad publik, något som inte uppskattades eftersom spelserien är känd för sin typiska japanska skräckstil.